# Cayo Julio Próculo
Cayo o Gayo Julio Próculo (en latín: Gaius Julius Proculus) fue un senador romano de origen griego, que vivió a finales del siglo I y principios del siglo II, y desarrolló su cursus honorum bajo los reinados de Domiciano, Nerva, Trajano, y Adriano. Fue cónsul sufecto en el año 109 junto con Gayo Aburnio Valente.

## Orígenes familiares
Próculo era posiblemente originario de la Galia Narbonensis por su pertenencia a la tribu romana Voltinia, y era hijo de un Julio de praenomen Marco, y cognomen Próculo. Sin embargo, Anthony Birley señala que Próculo podría haber tenido sus orígenes en Larinum en la región de Samnio. Birley también ofrece dos posibles parientes para Próculo: Marco Julio Rómulo originalmente de rango ecuestre, elegido para el Senado por el emperador Claudio, y su presunto hijo también llamado Marco Julio Rómulo, legado del gobernador de Cerdeña en el período 68-69, quienes Birley sugiere, eran el abuelo y el padre de Próculo respectivamente.

## Carrera política
Su cursus honorum se conoce parcialmente por una inscripción encontrada en la ciudad de Antium en Campania para conmemorar su patrocinio de la ciudad. Próculo comenzó su carrera como uno de los tresviri monetalis, el más prestigioso de los cuatro cargos que componen el vigintivirato; la asignación a esta junta generalmente se le otorgaba a patricios o individuos favorecidos por el emperador de turno. Esto fue seguido por el cargo de cuestor, como candidato del emperador, otro indicio de su condición de favorecido. Una vez completada esta magistratura republicana tradicional, Próculo fue inscrito en el Senado. Esto fue seguido por una comisión como tribuno militar en la Legio IV Scythica, entonces estacionada en la ciudad de Zeugma en Siria; al regresar a Roma, Próculo fue nombrado ab actis por el emperador Trajano. Luego avanzó por las dos siguientes magistraturas republicanas tradicionales: tribuno de la plebe y pretor.
Después de su pretura, Próculo fue legatus o comandante de la Legio VI Ferrata, estacionada en Samosata también en la provincia de Siria, mandato que Birley fecha entre los años 104 y 106. Luego fue legatus pro praetor de la región de Galia Transpadana. Después, fue designado para supervisar el censo de la provincia imperial de la Galia Lugdunensis, y su nombramiento final antes de su consulado en el año 109, fue el de curator operum publicorum. También antes su consulado, Próculo fue admitido en el colegio sacerdotal de los feciales y el de los Quindecimviri sacris faciundis, el sacerdocio romano encargado del cuidado de los oráculos sibilinos.
Su carrera después de su consulado está en disputa y por ahora solo se conoce un cargo más que ocupó Próculo. Una inscripción fragmentaria encontrada en Larinum, atestigua que fue gobernador de la Galia Lugdunensis, y estaba designado para ser cónsul en el año 132, pero murió antes de acceder al cargo.